# Epimetrura
Genre
Epimetrura est un genre de collemboles de la famille des Entomobryidae.

## Distribution
Les espèces de ce genre se rencontrent en Asie du Sud-Est et en Océanie.

## Liste des espèces
Selon Checklist of the Collembola of the World (version du 12 septembre 2019) :
- Epimetrura caudata (Carpenter, 1917)
- Epimetrura mirabilis Schött, 1925
- Epimetrura rostrata Greenslade & Sutrisno, 1994
- Epimetrura tonkinensis Denis, 1948

## Publication originale
- Schött, 1925 : Collembola from Mt. Murud and Mt. Dulit in Northern Sarawak. Sarawak Museum Journal, vol. 3, p. 107-127 (texte intégral).